# Thomas Poulter
Pour les articles homonymes, voir Poulter.
Thomas Charles Poulter, né le 3 mars 1897 à Salem (Iowa) et mort le 4 juin 1978 à Menlo Park, est un explorateur et scientifique américain.

## Biographie
Poulter apprend la physique pendant ses études secondaires (1914-1918) et rejoint la marine américaine en 1918. Il retourne à l'école en 1921 et obtient son baccalauréat à l'Iowa Wesleyan College (en) (IWC) en 1923. Il devient en 1925 chef de la division chimie chez IWC et est chef des divisions de mathématiques, de physique et d'astronomie avec « une grande créativité et beaucoup de succès » tout en poursuivant ses études supérieures à l'Université de Chicago (Ph. D., 1933).
Alors qu'il est professeur de physique à l'IWS, il a James Van Allen comme étudiant et le fait travailler, à 35 cents de l'heure, à la préparation d'équipements sismiques et magnétiques pour une expédition en Antarctique.
Commandant en second de la deuxième mission antarctique Byrd au pôle Sud avec Richard E. Byrd (1933-1935), le glacier Poulter est nommé par l'amiral Byrd,. Byrd lui attribue le mérite de lui avoir sauvé la vie alors que le chef de l'expédition approchait de la mort par empoisonnement au monoxyde de carbone. En effet, le 10 août 1933, soupçonnant un facheux incident, il était parti spontanément rejoindre son chef.
Après sa première expédition, il devient directeur scientifique de l'Armor Research Foundation à l'Armor Institute of Technology (plus tard Illinois Institute of Technology) où il développe l'Antarctic Snow Cruiser (alias Penguin 1). Cet appareil est construit et emporté lors de sa deuxième expédition avec l'amiral Byrd en 1939.
En 1948, il rejoint le Stanford Research Institute (SRI) à Menlo Park, en Californie, où il reste jusqu'à sa mort en 1978. Au SRI, il effectue des recherches sur les phénomènes dynamiques, notamment les explosifs, la météo et le Biosonar (en),. Poulter conçoit le tir sismique dans les années 1950 et, selon W. Harry Mayne, la « méthode de Poulter nécessitait de monter un modèle de charges explosives sur des poteaux (généralement à 5-6 pieds au-dessus de la surface du sol), ce qui a permis d'éviter tout dommage environnemental important) ». Il s'est intéressé aux phoques après avoir visité la colonie d'éléphants de mer sur l'île d'Año Nuevo au large de la Californie en 1961. La colonie de phoques comprenait des éléphants de mer, des otaries et des phoques communs. Il a commencé à étudier les colonies de phoques en 1962 et a participé activement à la protection de l'île en tant que réserve biologique en 1967.
Le laboratoire Poulter du SRI International porte son nom. Après avoir pris sa retraite de la direction de Poulter Labs, il fonde le Bio Sonar Lab et le Marine Mammal Study Center for SRI dans les Coyote Hills, à l'extérieur de Fremont en Californie. Il y effectue des recherches sur un certain nombre de mammifères marins.
Il meurt le 4 juin 1978 à Menlo Park, en Californie , alors qu'il travaillait dans son laboratoire.